# Fussball Club Luzern 2010-2011
Questa voce raccoglie le informazioni riguardanti il Fussball Club Luzern nelle competizioni ufficiali della stagione 2010-2011.

## Stagione
Nella stagione 2010-2011 il Lucerna, allenato da Rolf Fringer e Christian Brand, concluse il campionato di Super League al 6º posto. In Coppa Svizzera il Lucerna fu eliminato agli ottavi di finale dal Bienne. In Europa League il Lucerna fu eliminato al terzo turno dall'Utrecht.

## Rosa
| N. |                       | Ruolo | Calciatore           |
| -- | --------------------- | ----- | -------------------- |
| 1  | Svizzera (bandiera)   | P     | David Zibung         |
| 2  | Svizzera (bandiera)   | D     | Daniel Fanger        |
| 3  | Nigeria (bandiera)    | D     | Adekunle Lukmon      |
| 4  | Svezia (bandiera)     | D     | Benjamin Kibebe      |
| 5  | Svizzera (bandiera)   | C     | Michel Renggli       |
| 6  | Croazia (bandiera)    | D     | Tomislav Puljić      |
| 7  | Svizzera (bandiera)   | D     | Claudio Lustenberger |
| 8  | Austria (bandiera)    | C     | Thomas Prager        |
| 10 | Svizzera (bandiera)   | C     | Hakan Yakın          |
| 11 | Svizzera (bandiera)   | C     | Daniel Gygax         |
| 13 | Svizzera (bandiera)   | D     | Christophe Lambert   |
| 14 | Portogallo (bandiera) | A     | Paiva                |
| 15 | Svizzera (bandiera)   | A     | Janko Pacar          |
| 16 | Romania (bandiera)    | A     | Cristian Florin Ianu |
| 17 | Serbia (bandiera)     | D     | Dušan Veškovac       |

| N. |                       | Ruolo | Calciatore         |
| -- | --------------------- | ----- | ------------------ |
| 18 | Svizzera (bandiera)   | P     | Oliver Strohhammer |
| 19 | Montenegro (bandiera) | D     | Elsad Zverotić     |
| 21 | Portogallo (bandiera) | C     | Nelson Ferreira    |
| 22 | Albania (bandiera)    | C     | Burim Kukeli       |
| 24 | Svizzera (bandiera)   | C     | Alain Wiss         |
| 25 | Svizzera (bandiera)   | A     | Nico Siegrist      |
| 26 | Serbia (bandiera)     | A     | Dejan Sorgić       |
| 27 | Croazia (bandiera)    | D     | Marijan Urtic      |
| 28 | Portogallo (bandiera) | C     | Sava Bento         |
| 29 | Kosovo (bandiera)     | C     | Hekuran Kryeziu    |
| 30 | Svizzera (bandiera)   | P     | Gabriel Wüthrich   |
| 31 | Svizzera (bandiera)   | A     | Calderon Mavembo   |
| 32 | Svizzera (bandiera)   | C     | Marco Wiget        |
| 35 | Svizzera (bandiera)   | P     | Michael Räber      |
| 35 | Svizzera (bandiera)   | D     | Mario Bühler       |

## Organigramma societario
Area tecnica
- Allenatore: Christian Brand
- Allenatore in seconda: Petăr Aleksandrov, Walter Grüter
- Preparatore dei portieri: Stephan Lehmann
- Preparatori atletici:

## Calciomercato

### Sessione estiva
| Acquisti | Acquisti         | Acquisti            | Acquisti |
| R.       | Nome             | da                  | Modalità |
| -------- | ---------------- | ------------------- | -------- |
| D        | Daniel Fanger    | Kriens              |          |
| C        | Daniel Gygax     | Norimberga          |          |
| D        | Benjamin Kibebe  | Nordsjælland        |          |
| A        | Janko Pacar      | Kriens              |          |
| C        | Thomas Prager    | LASK                |          |
| D        | Tomislav Puljić  | Lokomotiva Zagabria |          |
| P        | Gabriel Wüthrich | Lugano              |          |

| Cessioni | Cessioni                | Cessioni     | Cessioni |
| R.       | Nome                    | a            | Modalità |
| -------- | ----------------------- | ------------ | -------- |
| A        | Joetex Asamoah Frimpong | Grenchen     |          |
| D        | Samuel Imbach           | Kriens       |          |
| P        | Roman Kaufmann          | Schötz       |          |
| P        | Swen König              | Grasshoppers |          |
| D        | Roland Schwegler        | Vaduz        |          |

### Sessione invernale
| Acquisti | Acquisti   | Acquisti   | Acquisti |
| R.       | Nome       | da         | Modalità |
| -------- | ---------- | ---------- | -------- |
| C        | Sava Bento | Lucerna II |          |

| Cessioni | Cessioni        | Cessioni | Cessioni |
| R.       | Nome            | a        | Modalità |
| -------- | --------------- | -------- | -------- |
| D        | Silvan Büchli   | Wil      |          |
| C        | Benedikt Koller | Kriens   |          |

## Risultati

### Super League

#### Prima fase, girone di andata
| Arbitro: | Laperrière |

|                                       |           |  |
| Yakın 30’ Gygax 33’, 68’ Ferreira 65’ | Marcatori |  |

| Arbitro: | Circhetta |

|           |           |          |
| Dudar 75’ | Marcatori | 66’ Ianu |

| Arbitro: | Hänni |

|                                              |           |                        |
| Ferreira 60’ Ianu 68’, 90’ Dampha 76’ (aut.) | Marcatori | 18’ Gelabert 23’ Gohou |

| Arbitro: | Jaccottet |

|                        |           |                            |
| Ferreira 10’ Yakın 46’ | Marcatori | 24’ Sio 53’, 81’ Obradović |

| Arbitro: | Busacca |

|           |           |                                              |
| Tembo 90’ | Marcatori | 13’ Ferreira 33’, 55’ (rig.) Yakın 72’ Pacar |

| Arbitro: | Carrell |

|  |           |                                  |
|  | Marcatori | 55’ Ferreira 57’ Yakın 90’ Paiva |

| Arbitro: | Hänni |

|            |           |                |
| Puljić 16’ | Marcatori | 74’ Proschwitz |

| Arbitro: | Circhetta |

|                                                            |           |                      |
| Paiva 20’, 62’ Ferreira 40’ Yakın 59’ Puljić 87’ Pacar 90’ | Marcatori | 66’, 70’ Lustrinelli |

| Arbitro: | Zimmermann |

|                         |           |                     |
| Zouaghi 3’ Alphonse 44’ | Marcatori | 10’ Paiva 78’ Gygax |

#### Prima fase, girone di ritorno
| Arbitro: | Busacca |

|            |           |                        |
| Bakens 52’ | Marcatori | 24’ Ferreira 31’ Paiva |

| Arbitro: | Wermelinger |

|                        |           |  |
| Zverotić 78’ Pacar 90’ | Marcatori |  |

| Arbitro: | Grossen |

|                    |           |           |
| Gohou 57’ Omar 59’ | Marcatori | 81’ Paiva |

| Arbitro: | Graf |

|                                              |           |           |
| Vanczák 24’ Sio 45’ Ogăraru 78’ Sauthier 79’ | Marcatori | 51’ Yakın |

| Arbitro: | Studer |

|              |           |               |
| Ferreira 64’ | Marcatori | 90’ Almerares |

| Arbitro: | Busacca |

|                                |           |                        |
| Gygax 40’ Paiva 44’ Kibebe 51’ | Marcatori | 21’ Zuber 42’ Hajrović |

| Arbitro: | Laperrière |

|              |           |                  |
| Scarione 29’ | Marcatori | 25’ (rig.) Yakın |

| Arbitro: | Zimmermann |

|  |           |                                      |
|  | Marcatori | 51’ Yakın 59’ Gygax 84’ Lustenberger |

| Arbitro: | Bieri |

|            |           |              |
| Puljić 82’ | Marcatori | 80’ Alphonse |

#### Seconda fase, girone di andata
| Arbitro: | Busacca |

|                               |           |  |
| Aegerter 11’ Schönbächler 20’ | Marcatori |  |

| Arbitro: | Wermelinger |

|                          |           |            |
| Lambert 18’ Siegrist 43’ | Marcatori | 31’ Keller |

| Arbitro: | Laperrière |

|                             |           |  |
| Lustrinelli 31’ Mihoubi 68’ | Marcatori |  |

| Arbitro: | Bieri |

|  |           |          |
|  | Marcatori | 14’ Frei |

| Arbitro: | Hänni |

|                                       |           |                                        |
| Klose 35’ Proschwitz 39’ Taljević 45’ | Marcatori | 4’ Puljić 51’ (rig.) Renggli 60’ Gygax |

| Arbitro: | Gremaud |

|           |           |  |
| Yakın 76’ | Marcatori |  |

| Arbitro: | Studer |

|                           |           |              |
| Nef 23’, 53’ Farnerud 58’ | Marcatori | 25’ Siegrist |

| Arbitro: | Wermelinger |

|           |           |               |
| Gygax 18’ | Marcatori | 49’ Gonçalves |

| Arbitro: | Grobelnik |

|  |           |             |
|  | Marcatori | 74’ Vanczák |

#### Seconda fase, girone di ritorno
| Arbitro: | Laperrière |

|                    |           |            |
| Almerares 36’, 71’ | Marcatori | 7’ Renggli |

| Arbitro: | Busacca |

|  |           |           |
|  | Marcatori | 51’ Lüthi |

| Arbitro: | Carrell |

|                                          |           |                           |
| Puljić 5’ Ferreira 36’ Gritti 74’ (aut.) | Marcatori | 42’ Lustrinelli 49’ Konan |

| Arbitro: | Jaccottet |

|                                |           |                  |
| Smiljanić 25’ (rig.) Zuber 38’ | Marcatori | 67’ (aut.) Bürki |

| Arbitro: | Studer |

|                 |           |              |
| Lustenberger 3’ | Marcatori | 19’ Costanzo |

| Arbitro: | Zimmermann |

|                                           |           |                           |
| Adaílton 21’ Domínguez 68’ (rig.) Sio 73’ | Marcatori | 38’ Siegrist 52’ Ferreira |

| Arbitro: | Carrell |

|  |           |                                      |
|  | Marcatori | 56’ Siegrist 60’, 66’ Yakın 89’ Ianu |

| Arbitro: | Busacca |

|  |           |                                                           |
|  | Marcatori | 31’ Nikçi 78’ (rig.) Margairaz 80’, 84’ Mehmedi 89’ Đurić |

| Arbitro: | Busacca |

|                              |           |  |
| Frei 6’ Shaqiri 45’ Zoua 54’ | Marcatori |  |

### Coppa Svizzera
| 19 settembre 2010, ore 15:00 CEST Primo turno | FC Entfelden | 0 – 3 | Lucerna |  |

| 17 ottobre 2010, ore 15:00 CEST Secondo turno | Stade Nyonnais | 1 – 2 | Lucerna |  |

| 21 novembre 2010, ore 15:00 CET Ottavi di finale | Bienne               | 2 – 2 | Lucerna |  |
| \| \| \| \| \| \| Tiri di rigore 5 – 4 \| \|     |                      |       |         |  |
|                                                  |                      |       |         |  |
|                                                  | Tiri di rigore 5 – 4 |       |         |  |

### Europa League

#### Fase di qualificazione
| Arbitro: | Rasmussen |

|             |           |  |
| Mertens 35’ | Marcatori |  |

| Arbitro: | Kulbakov |

|           |           |                                               |
| Pacar 53’ | Marcatori | 12’ Asare 22’ van Wolfswinkel 28’ Silberbauer |

## Statistiche

### Statistiche di squadra
| Competizione   | Punti | In casa | In casa | In casa | In casa | In casa | In casa | In trasferta | In trasferta | In trasferta | In trasferta | In trasferta | In trasferta | Totale | Totale | Totale | Totale | Totale | Totale | DR |
| Competizione   | Punti | G       | V       | N       | P       | Gf      | Gs      | G            | V            | N            | P            | Gf           | Gs           | G      | V      | N      | P      | Gf     | Gs     | DR |
| -------------- | ----- | ------- | ------- | ------- | ------- | ------- | ------- | ------------ | ------------ | ------------ | ------------ | ------------ | ------------ | ------ | ------ | ------ | ------ | ------ | ------ | -- |
| Super League   | 48    | 18      | 8       | 5       | 5       | 32      | 25      | 18           | 5            | 4            | 9            | 30           | 32           | 36     | 13     | 9      | 14     | 62     | 57     | +5 |
| Coppa Svizzera | -     | 0       | 0       | 0       | 0       | 0       | 0       | 2            | 2            | 0            | 0            | 5            | 1            | 2      | 2      | 0      | 0      | 5      | 1      | +4 |
| Europa League  | -     | 1       | 0       | 0       | 1       | 1       | 3       | 1            | 0            | 0            | 1            | 0            | 1            | 2      | 0      | 0      | 2      | 1      | 4      | -3 |
| Totale         | 48    | 19      | 8       | 5       | 6       | 33      | 28      | 21           | 7            | 4            | 10           | 35           | 34           | 40     | 15     | 9      | 16     | 68     | 62     | +6 |

### Andamento in campionato
| Giornata  | 1 | 2 | 3 | 4 | 5 | 6 | 7 | 8 | 9 | 10 | 11 | 12 | 13 | 14 | 15 | 16 | 17 | 18 | 19 | 20 | 21 | 22 | 23 | 24 | 25 | 26 | 27 | 28 | 29 | 30 | 31 | 32 | 33 | 34 | 35 | 36 |
| --------- | - | - | - | - | - | - | - | - | - | -- | -- | -- | -- | -- | -- | -- | -- | -- | -- | -- | -- | -- | -- | -- | -- | -- | -- | -- | -- | -- | -- | -- | -- | -- | -- | -- |
| Luogo     | C | T | C | C | T | T | C | C | T | T  | C  | T  | T  | C  | C  | T  | T  | C  | T  | C  | T  | C  | T  | C  | T  | C  | C  | T  | C  | C  | T  | C  | T  | T  | C  | T  |
| Risultato | V | N | V | P | V | V | N | V | N | V  | V  | P  | P  | N  | V  | N  | V  | N  | P  | V  | P  | P  | N  | V  | P  | N  | P  | P  | P  | V  | P  | N  | P  | V  | P  | P  |
| Posizione | 1 | 2 | 2 | 3 | 1 | 1 | 1 | 1 | 1 | 1  | 1  | 1  | 2  | 2  | 1  | 1  | 1  | 1  | 3  | 2  | 3  | 3  | 3  | 3  | 4  | 4  | 5  | 5  | 5  | 5  | 5  | 5  | 6  | 5  | 6  | 6  |

Legenda:

Luogo: C = Casa; T = Trasferta. Risultato: V = Vittoria; N = Pareggio; P = Sconfitta.

### Statistiche dei giocatori
| Giocatore       | Super League | Super League | Super League | Super League | Europa League Qual. | Europa League Qual. | Europa League Qual. | Europa League Qual. | Totale   | Totale | Totale      | Totale     |
| Giocatore       | Presenze     | Reti         | Ammonizioni  | Espulsioni   | Presenze            | Reti                | Ammonizioni         | Espulsioni          | Presenze | Reti   | Ammonizioni | Espulsioni |
| --------------- | ------------ | ------------ | ------------ | ------------ | ------------------- | ------------------- | ------------------- | ------------------- | -------- | ------ | ----------- | ---------- |
| S. Bento        | 7            | 0            | 0            | 1            | 0                   | 0                   | 0                   | 0                   | 7        | 0      | 0           | 1          |
| S. Büchli       | 0            | 0            | 0            | 0            | 0                   | 0                   | 0                   | 0                   | 0        | 0      | 0           | 0          |
| M. Bühler       | 2            | 0            | 1            | 1            | 0                   | 0                   | 0                   | 0                   | 2        | 0      | 1           | 1          |
| D. Fanger       | 13           | 0            | 5            | 0            | 1                   | 0                   | 0                   | 0                   | 14       | 0      | 5           | 0          |
| N. Ferreira     | 35           | 10           | 7            | 0            | 2                   | 0                   | 1                   | 0                   | 37       | 10     | 8           | 0          |
| D. Gygax        | 35           | 7            | 3            | 0            | 2                   | 0                   | 0                   | 0                   | 37       | 7      | 3           | 0          |
| C. Ianu         | 20           | 4            | 3            | 0            | 2                   | 0                   | 0                   | 0                   | 22       | 4      | 3           | 0          |
| B. Kibebe       | 11           | 1            | 3            | 0            | 1                   | 0                   | 0                   | 0                   | 12       | 1      | 3           | 0          |
| B. Koller       | 1            | 0            | 0            | 0            | 0                   | 0                   | 0                   | 0                   | 1        | 0      | 0           | 0          |
| H. Kryeziu      | 1            | 0            | 0            | 0            | 0                   | 0                   | 0                   | 0                   | 1        | 0      | 0           | 0          |
| B. Kukeli       | 28           | 0            | 5            | 0            | 2                   | 0                   | 1                   | 0                   | 30       | 0      | 6           | 0          |
| C. Lambert      | 17           | 1            | 1            | 0            | 0                   | 0                   | 0                   | 0                   | 17       | 1      | 1           | 0          |
| A. Lukmon       | 5            | 0            | 3            | 0            | 1                   | 0                   | 0                   | 0                   | 6        | 0      | 3           | 0          |
| C. Lustenberger | 26           | 2            | 7            | 0            | 2                   | 0                   | 0                   | 0                   | 28       | 2      | 7           | 0          |
| C. Mavembo      | 2            | 0            | 0            | 0            | 0                   | 0                   | 0                   | 0                   | 2        | 0      | 0           | 0          |
| J. Pacar        | 29           | 3            | 3            | 0            | 1                   | 1                   | 0                   | 0                   | 30       | 4      | 3           | 0          |
| P. Paiva        | 16           | 7            | 2            | 0            | 1                   | 0                   | 0                   | 0                   | 17       | 7      | 2           | 0          |
| T. Prager       | 18           | 0            | 3            | 0            | 2                   | 0                   | 0                   | 0                   | 20       | 0      | 3           | 0          |
| T. Puljić       | 32           | 5            | 11           | 0            | 0                   | 0                   | 0                   | 0                   | 32       | 5      | 11          | 0          |
| M. Renggli      | 35           | 2            | 5            | 0            | 2                   | 0                   | 0                   | 0                   | 37       | 2      | 5           | 0          |
| M. Räber        | 0            | 0            | 0            | 0            | 0                   | 0                   | 0                   | 0                   | 0        | 0      | 0           | 0          |
| G. Seoane       | 0            | 0            | 0            | 0            | 0                   | 0                   | 0                   | 0                   | 0        | 0      | 0           | 0          |
| N. Siegrist     | 18           | 4            | 0            | 0            | 0                   | 0                   | 0                   | 0                   | 18       | 4      | 0           | 0          |
| D. Sorgić       | 1            | 0            | 0            | 0            | 0                   | 0                   | 0                   | 0                   | 1        | 0      | 0           | 0          |
| O. Strohhammer  | 0            | 0            | 0            | 0            | 0                   | 0                   | 0                   | 0                   | 0        | 0      | 0           | 0          |
| M. Urtic        | 5            | 0            | 1            | 0            | 0                   | 0                   | 0                   | 0                   | 5        | 0      | 1           | 0          |
| D. Veškovac     | 27           | 0            | 10           | 0            | 2                   | 0                   | 0                   | 0                   | 29       | 0      | 10          | 0          |
| M. Wiget        | 0            | 0            | 0            | 0            | 0                   | 0                   | 0                   | 0                   | 0        | 0      | 0           | 0          |
| A. Wiss         | 22           | 0            | 4            | 0            | 1                   | 0                   | 0                   | 0                   | 23       | 0      | 4           | 0          |
| G. Wüthrich     | 1            | 0            | 0            | 0            | 0                   | 0                   | 0                   | 0                   | 1        | 0      | 0           | 0          |
| H. Yakın        | 32           | 12           | 4            | 0            | 2                   | 0                   | 0                   | 0                   | 34       | 12     | 4           | 0          |
| D. Zibung       | 35           | 0            | 2            | 0            | 2                   | 0                   | 0                   | 0                   | 37       | 0      | 2           | 0          |
| E. Zverotić     | 27           | 1            | 3            | 0            | 2                   | 0                   | 0                   | 0                   | 29       | 1      | 3           | 0          |